# لماذا تزوجت؟
لماذا تزوجت؟ (بالإنجليزية: Why Did I Get Married?)‏ هو فيلم كوميدي تم إنتاجه في الولايات المتحدة سنة 2007. الفيلم من إخراج تايلر بيري وكتابة تايلر بيري.

## طاقم التمثيل
- تايلر بيري
- جانيت جاكسون

## الميزانية والإيرادات
حقق أرباحا تقدر بـ 55,862,886 دولار.

## وصلات خارجية
- لماذا تزوجت؟
- لماذا تزوجت؟ على موقع IMDb (الإنجليزية)
- لماذا تزوجت؟ على موقع ميتاكريتيك (الإنجليزية)
- لماذا تزوجت؟ على موقع الموسوعة البريطانية (الإنجليزية)
- لماذا تزوجت؟ على موقع روتن توميتوز (الإنجليزية)
- لماذا تزوجت؟ على موقع قاعدة بيانات الأفلام العربية
- لماذا تزوجت؟ على موقع ألو سيني (الفرنسية)
- لماذا تزوجت؟ على موقع أول موفي (الإنجليزية)
- لماذا تزوجت؟ على موقع بوكس أوفيس موجو (الإنجليزية)
- لماذا تزوجت؟ على موقع قاعدة بيانات الفيلم (الإنجليزية)
- لماذا تزوجت؟ على موقع ليتربوكسد (الإنجليزية)